# Sint-Amanduskerk (Gavere)

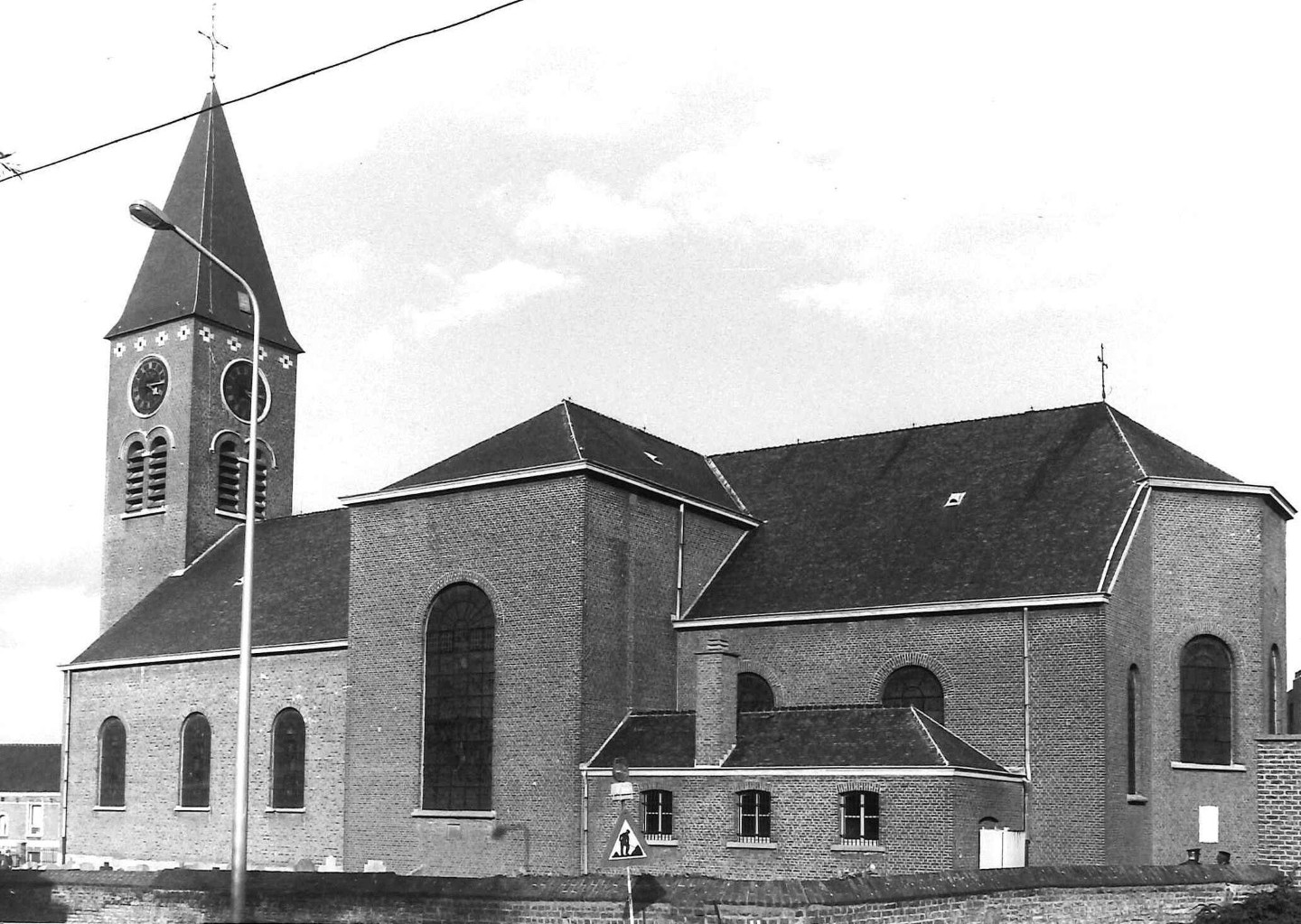
Sint-Amanduskerk

De Sint-Amanduskerk is de parochiekerk van de Oost-Vlaamse plaats Gavere, gelegen aan de Molenstraat.

## Geschiedenis
In de 13e eeuw werd de kerk van Gavere voor het eerst vernoemd. Deze zou tot een kruiskerk met vieringtoren zijn uitgebouwd. In 1789 werd de kerk herbouwd in classicistische stijl, met behoud van het 13e-eeuwse koor in Doornikse steen. In 1874-1877 werd de kerk vergroot naar ontwerp van Edmond de Perre-Montigny. Er werd een nieuw, driezijdig afgesloten, koor gebouwd en ook het transept werd vernieuwd. De westtoren werd voorzien van een nieuwe bovengeleding en een spits.

## Gebouw
Het betreft een georiënteerde, bakstenen pseudobasilicale kruiskerk met aangebouwde westtoren op vierkante plattegrond.

## Interieur
De kerk wordt overkluisd door tongewelven.
De kerk bezit een schilderij voorstellende de Aanbidding der koningen uit de 2e helft van de 15e eeuw. Ook is er een 18e-eeuws kruisbeeld.
De preekstoel is van 1768 en werd uitgevoerd in Lodewijk XVI-stijl. Het 18e-eeuwse doopvont draagt het wapen van graaf de Lichtervelde. Het overgrote deel van het kerkmeubilair dateert uit de 2e helft van de 19e eeuw.